# Lopidium struthiopteris
Lopidium struthiopteris là một loài Rêu trong họ Hookeriaceae. Loài này được (Brid.) M. Fleisch. mô tả khoa học đầu tiên năm 1908.